# Число Эккерта
Число Эккерта (Ec или E) — критерий подобия в гидродинамике, равный отношению кинетической энергии потока к энтальпии. Его можно выразить как:
{\displaystyle \operatorname {Ec} \,={\frac {v^{2}}{c_{p}\,\Delta T}}},
где
- {\displaystyle c_{p}} — удельная теплоёмкость при постоянном давлении;
- {\displaystyle \Delta T} — характеристическая разность температур в жидкости;
- {\displaystyle v} — скорость.

Названо в честь Эрнста Эккерта.